# Oest Mitjà
L'Oest Mitjà (Midwest o Midwestern United States) és la regió nord-central dels Estats Units, específicament els estats d'Illinois, Indiana, Iowa, Kansas, Michigan, Minnesota, Missouri, Ohio, Nebraska, Dakota del Sud i Wisconsin. L'Oficina del Cens dels Estats Units estima que la població de l'Oest Mitjà era de 66.217.736 el 2006. Aquesta regió es divideix dues àrees principals: els estats nord-centrals de l'est i els estats nord-centrals de l'oest.
Chicago és la ciutat més gran de la regió, seguida de Detroit i Indianapolis. Sault Sainte Marie és la ciutat més antiga de la regió, fundada el 1668.